# Cot Geulumpang (Peureulak)
Cot Geulumpang is een bestuurslaag in het regentschap Aceh Timur van de provincie Atjeh, Indonesië. Cot Geulumpang telt 919 inwoners (volkstelling 2010).